# Mirni (Labinsk, Krasnodar)
Mirni (del ruso: Мирный) es un posiólok del raión de Labinsk del krai de Krasnodar, en el sur de Rusia. Está situado en la zona premontañosa de las vertientes septentrionales del Gran Cáucaso, 15 km al este de Labinsk y 159 km al sureste de Krasnodar, la capital del krai. Tenía 176 habitantes en 2010
Pertenece al municipio Luchevoye.